# Yannick Bellechasse
Yannick Bellechasse (Marigot, 26 ottobre 1992) è un calciatore francese, difensore del Red Star e della Nazionale di calcio di Saint-Martin, di cui è il miglior marcatore.

## Carriera

### Nazionale
Ha debuttato con la maglia della nazionale il 7 settembre 2012, nella sconfitta 7-0 contro Haiti valida per le qualificazioni alla Coppa dei Caraibi 2012.
Ha segnato il primo gol in nazionale il 12 ottobre 2019, mettendo a segno una tripletta nella vittoria 3-0 contro le Isole Cayman, valida per la CONCACAF Nations League 2019-2020.

## Statistiche

### Cronologia presenze e reti in nazionale
Aggiornato al 22 maggio 2023
| Cronologia completa delle presenze e delle reti in nazionale ― Saint-Martin | Cronologia completa delle presenze e delle reti in nazionale ― Saint-Martin | Cronologia completa delle presenze e delle reti in nazionale ― Saint-Martin | Cronologia completa delle presenze e delle reti in nazionale ― Saint-Martin | Cronologia completa delle presenze e delle reti in nazionale ― Saint-Martin | Cronologia completa delle presenze e delle reti in nazionale ― Saint-Martin | Cronologia completa delle presenze e delle reti in nazionale ― Saint-Martin | Cronologia completa delle presenze e delle reti in nazionale ― Saint-Martin |
| Data                                                                        | Città                                                                       | In casa                                                                     | Risultato                                                                   | Ospiti                                                                      | Competizione                                                                | Reti                                                                        | Note                                                                        |
| --------------------------------------------------------------------------- | --------------------------------------------------------------------------- | --------------------------------------------------------------------------- | --------------------------------------------------------------------------- | --------------------------------------------------------------------------- | --------------------------------------------------------------------------- | --------------------------------------------------------------------------- | --------------------------------------------------------------------------- |
| 7-9-2012                                                                    | Port-au-Prince                                                              | Haiti                                                                       | 7 – 0                                                                       | Saint-Martin                                                                | Qualificazioni alla Coppa dei Caraibi 2012                                  | -                                                                           |                                                                             |
| 9-9-2012                                                                    | Port-au-Prince                                                              | Porto Rico                                                                  | 9 – 0                                                                       | Saint-Martin                                                                | Qualificazioni alla Coppa dei Caraibi 2012                                  | -                                                                           |                                                                             |
| 11-9-2012                                                                   | Port-au-Prince                                                              | Saint-Martin                                                                | 0 – 8                                                                       | Bermuda                                                                     | Qualificazioni alla Coppa dei Caraibi 2012                                  | -                                                                           |                                                                             |
| 26-8-2018                                                                   | The Valley                                                                  | Anguilla                                                                    | 1 – 2                                                                       | Saint-Martin                                                                | Amichevole                                                                  | -                                                                           |                                                                             |
| 11-9-2018                                                                   | The Valley                                                                  | Saint-Martin                                                                | 0 – 3                                                                       | Guadalupa                                                                   | CONCACAF Nations League 2019-2020 - Qualificazione                          | -                                                                           |                                                                             |
| 14-9-2018                                                                   | The Valley                                                                  | Saint-Martin                                                                | 0 – 10                                                                      | Saint Kitts e Nevis                                                         | CONCACAF Nations League 2019-2020 - Qualificazione                          | -                                                                           | Cap.                                                                        |
| 16-11-2018                                                                  | St. George's                                                                | Grenada                                                                     | 5 – 2                                                                       | Saint-Martin                                                                | CONCACAF Nations League 2019-2020 - Qualificazione                          | -                                                                           | Cap. 77’                                                                    |
| 23-3-2019                                                                   | The Valley                                                                  | Sint Maarten                                                                | 4 – 3                                                                       | Saint-Martin                                                                | CONCACAF Nations League 2019-2020 - Qualificazione                          | -                                                                           | Cap. 45’                                                                    |
| 6-9-2019                                                                    | Saint Michael                                                               | Barbados                                                                    | 4 – 0                                                                       | Saint-Martin                                                                | CONCACAF Nations League 2019-2020 - Fase a gironi                           | -                                                                           |                                                                             |
| 8-9-2019                                                                    | The Valley                                                                  | Saint-Martin                                                                | 1 – 2                                                                       | Isole Vergini Americane                                                     | CONCACAF Nations League 2019-2020 - Fase a gironi                           | -                                                                           |                                                                             |
| 12-10-2019                                                                  | The Valley                                                                  | Saint-Martin                                                                | 3 – 0                                                                       | Isole Cayman                                                                | CONCACAF Nations League 2019-2020 - Fase a gironi                           | 3                                                                           |                                                                             |
| 16-10-2019                                                                  | George Town                                                                 | Isole Cayman                                                                | 1 – 0                                                                       | Saint-Martin                                                                | CONCACAF Nations League 2019-2020 - Fase a gironi                           | -                                                                           |                                                                             |
| 16-11-2019                                                                  | The Valley                                                                  | Saint-Martin                                                                | 1 – 0                                                                       | Barbados                                                                    | CONCACAF Nations League 2019-2020 - Fase a gironi                           | -                                                                           |                                                                             |
| 20-11-2019                                                                  | Saint Croix                                                                 | Isole Vergini Americane                                                     | 1 – 2                                                                       | Saint-Martin                                                                | CONCACAF Nations League 2019-2020 - Fase a gironi                           | 1                                                                           |                                                                             |
| 26-3-2022                                                                   | The Valley                                                                  | Saint-Martin                                                                | 2 – 0                                                                       | Bahamas                                                                     | Amichevole                                                                  | 1                                                                           | 62’                                                                         |
| 3-6-2022                                                                    | The Valley                                                                  | Saint-Martin                                                                | 0 – 0                                                                       | Aruba                                                                       | CONCACAF Nations League 2022-2023 - Fase a gironi                           | -                                                                           | 62’                                                                         |
| 7-6-2022                                                                    | Willemstad                                                                  | Aruba                                                                       | 3 – 0                                                                       | Saint-Martin                                                                | CONCACAF Nations League 2022-2023 - Fase a gironi                           | -                                                                           | 45’                                                                         |
| 13-6-2022                                                                   | Basseterre                                                                  | Saint Kitts e Nevis                                                         | 1 – 1                                                                       | Saint-Martin                                                                | CONCACAF Nations League 2022-2023 - Fase a gironi                           | -                                                                           | 78’                                                                         |
| 23-3-2023                                                                   | The Valley                                                                  | Saint-Martin                                                                | 1 – 3                                                                       | Saint Kitts e Nevis                                                         | CONCACAF Nations League 2022-2023 - Fase a gironi                           | -                                                                           | 45’ 80’                                                                     |
| 12-9-2023                                                                   | Basseterre                                                                  | Saint-Martin                                                                | 2 – 1                                                                       | Bonaire                                                                     | CONCACAF Nations League 2023-2024 - Fase a gironi                           | -                                                                           | 71’                                                                         |
| Totale                                                                      |                                                                             | Presenze                                                                    | 20                                                                          |                                                                             | Reti                                                                        | 5                                                                           |                                                                             |